# Etikprövningsnämnd
En etikprövningsnämnd var i Sverige en statlig myndighet som utövar etikprövning. Det fanns år 2017 en central och sex regionala fristående sådana myndigheter i Sverige. De inrättades den 1 januari 2004, när lagen (2003:460) om etikprövning av forskning som avser människor trädde i kraft. Den 1 juni 2008 genomfördes vissa ändringar i lagen (SFS 2008:192). Lagen omfattar forskning på levande personer, men också till exempel forskning på avlidna och på biologiskt material från människor, samt forskning som innebär hantering av känsliga personuppgifter. Syftet med lagen är att skydda den enskilda människan och värna om respekten för människovärdet vid forskning. En avvägning mellan risker och kunskapsvinster ingår i nämndernas prövningar.
Från den 1 januari 2019 ersattes etikprövningsnämnderna av Etikprövningsmyndigheten. Den centrala etikprövningsnämnden byter samtidigt namn till Överklagandenämnden för etikprövning.

## Regionala etikprövningsnämnder
Sex regionala etikprövningsnämnder (REPN) inrättades i Göteborg, Linköping, Lund, Umeå, Uppsala och Stockholm. De regionala etikprövningsnämnderna utövar etikprövning som fristående myndigheter inom var sitt upptagningsområde. En regional etikprövningsnämnds beslut kan överklagas hos Centrala etikprövningsnämnden.
En regional etikprövningsnämnd har två eller flera avdelningar och leds av en nämndledning som består av ordförandena för avdelningarna. Ordförande för nämndledningen utses av regeringen. Varje avdelning består utöver en ordförande (som skall vara eller ha varit domare) av femton ledamöter (tio med vetenskaplig kompetens och fem som företräder allmänna intressen). Samtliga har personliga ersättare och alla utses av regeringen.
Den regionala etikprövningsnämnden i Stockholm hade sitt kansli vid Karolinska institutet. De övriga hade sina kanslier vid universitetet i respektive stad.

## Den centrala etikprövningsnämnden
Centrala etikprövningsnämnden (CEPN) är en statlig svensk myndighet som bildades den 1 januari 2004, då en ny lag om etikprövning av forskning som avser människor trädde i kraft. En regional nämnds beslut i ett ärende om etikprövning av forskning får överklagas hos den centrala nämnden av forskningshuvudmannen om den regionala nämnden har avgjort ärendet och beslutet gått forskningshuvudmannen emot.
Den centrala etikprövningsnämnden byter 1 januari 2018 namn till Överklagandenämnden för etikprövning.
Den centrala nämnden har också tillsyn över efterlevnaden av etikprövningslagen och de föreskrifter som meddelas med stöd av lagen. Från 1 januari 2010 finns också en expertgrupp för oredlighet i forskning vid CEPN, som kan yttra sig i fall av misstänkt forskningsfusk. Detta sker på begäran från respektive universitet eller högskola. Före 2010 sköttes motsvarande syssla av Vetenskapsrådet.
Centrala etikprövningsnämnden har sitt kansli vid Vetenskapsrådet i Stockholm. Nämndens ordförande skall vara eller ha varit ordinarie domare. För närvarande[när?] är justitierådet Karin Almgren nämndens ordförande. Vidare skall nämnden ha fyra ledamöter med vetenskaplig kompetens och två ledamöter som företräder allmänna intressen. Samtliga utses av regeringen. En av ledamöterna med vetenskaplig kompetens utses av ordföranden till vetenskaplig sekreterare (för närvarande professor Gisela Dahlquist).